# Didier André
Didier André (Lyon, 3 de setembro de 1974) é um automobilista francês.
André disputou em 2001 a IRL, onde doze corridas e terminou a competição na 19ª posição com 188 pontos. Ele também disputou o Campeonato Francês de Fórmula Renault (1993-94), a Fórmula 3 Francesa (1994-96), a Indy Lights (1997-99), World Series by Nissan (2003), além das 24 Horas de Le Mans e da Le Mans Series.